# 二・八独立宣言
二・八独立宣言（にはちどくりつせんげん）は、1919年2月8日、日本の東京で、朝鮮人留学生たちが朝鮮の独立を宣言した事件、また、その宣言文書。二・八宣言（にはちせんげん）ともいう。

## 準備

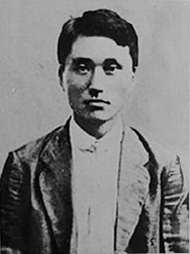
宣言書を作成した青年期の李光洙。1918年撮影。

日本に留学中であった尹致暎は、尹致昊の友人で東京YMCAの総務であったアメリカ人ジャック・デイビスの紹介で、彼の秘書であるライアン夫人に英会話の個人指導を受ける中で、「Fourteen Points（十四か条（の平和原則））」、「Self-determination（民族自決）」といった聞きなれない言葉を始め、アメリカ合衆国大統領ウッドロウ・ウィルソンのパリ講和会議の出席とか、李承晩、鄭翰景、閔贊鎬など朝鮮人たちのパリ行き予定についての記事などについて聞くことになった。彼は（傘連判状に似た）沙鉢通文（사발통문）を通じて、東京に駐在していた他の朝鮮人留学生たちにそのニュースを伝えた。
1918年11月23日、中央学校（중앙학교）で尹致暎と同窓であった呂運弘が、朝鮮に帰国する途中に日本を訪れ、東京で朝鮮人留学生たちに会い、米国の同胞たちの独立資金の募金や動き、国際情勢について詳細なニュースなどを伝えた。
1918年、早稲田大学哲学科の学生だった李光洙は、北京に渡っていた滞在中に、第一次世界大戦の休戦、民族自決主義、ウィルソン綱領に関するニュースを聞いた。中国人はこのニュースを聞き、パリ講和会議で中国の完全な独立が果たされることを期待した。李光洙も朝鮮独立の希望を抱き、顧維鈞はじめ、陸徴祥、王正廷、施肇基、魏宸組らパリ講和会議への中国代表団が北京を出発した後、李光洙は京城府に戻り、玄相允や崔麟と独立運動を議論した。
李光洙は、11月に東京へ戻り、早稲田大学の政経科にいた崔八鎔に会って決意を明らかにし、崔八鎔は、白寬洙、金度演、徐椿、金綴洙、崔謹愚、金尚徳などの同志を得た。12月に東京市神田区で開催された朝鮮留学生学友会の忘年会の席では、独立運動の提案が出され、さらに1919年1月6日には、在日本朝鮮基督教青年会館で開かれた新年雄弁大会の席で、朝鮮青年独立団（조선청년독립단）の組織化が計画が進められ、実行委員として、崔八鏞（早稲田大学）、白寬洙（正則英語学校）、金度演（慶應義塾大学）、李琮根（東洋大学）、宋繼白（早稲田大学）、崔謹愚（東京高等商業学校）、徐椿（東京高等師範学校）、尹昌錫（青山学院）、金尚徳（早稲田大学）、田栄沢（青山学院）の10名が指名されたが、田栄沢が病気を理由に辞退したため、その後、李光洙（早稲田大学）と金喆寿（慶應義塾大学）が補充され、独立宣言書、決議文、民族大会召集請願書が作成された。
李光洙は独立宣言書の朝鮮語原文を書き、自らこれを日本語と英語に翻訳した。英訳に際しては明治学院の宣教師であったヘンリー・モア・ランディス (Henry Mohr Landis) の支援を受けた。
崔八鎔は李光洙に、上海へ逃れることを勧め、李光洙はこの要求に応じて上海に避難した。
この独立宣言は、満洲の吉林で発表された「大韓独立宣言書（戊午独立宣言書、무오독립선언서）」の影響を受けたもので、上海で活動していた金奎植の指示に従って趙素昻が東京に派遣され、留学生たちを指導してなされたとする説もある。

## 経過
1919年2月8日朝、中心メンバーたちは、日本語と英語に翻訳した独立宣言文、決議文、民族大会召集請願書を、貴族院議員、衆議院議員、政府要人、各国の駐日大使、国内外の新聞社などに郵送した。
午後2時から、在日本東京朝鮮YMCA（後の在日本韓国YMCA）の講堂において、朝鮮留学生学友会総会が開催され、600人ほどの留学生たちが詰めかけた。開会宣言、祈祷の直後に、「朝鮮青年独立団」の発足を求める緊急動議が出され、さらに、李光洙が起草した二・八独立宣言書を、白寬洙が朗読した。宣言書には、独立団代表として11名の署名が記されていた。署名者は、崔八鏞、李琮根、金度演、宋繼白、李光洙、崔謹愚、金喆壽、金尚徳、白寬洙、徐椿、尹昌錫であった。このほかにも、尹致暎、卞熙瑢らが、参加していた。
彼らは「朝鮮の独立国たることと朝鮮人は自主民であることを宣言（조선의 독립국임과 조선인은 자주민임을 선언）」し、「最後の一人まで、最後の一刻まで、民族の正当な意思を快く発表せよ（조선의 독립국임과 조선인은 자주민임을 선언）」と民族の決起を促した。独立宣言書を朗読した後、その場にいた学生たちは、崔八鎔の司会で大会宣言と決意を熱狂の中に可決し、独立運動の具体的な方向を議論しようとしたが、日本の警察が入場して、解散を命じた。
しかし、参加者はこれを拒否し、大きな騒乱が起こった。学生たちは戦いを繰り広げたが強制解散され、司会者の崔八鎔はじめ、27名（一説には60名ほど）が逮捕され、8人の学生が起訴された。しかし、学生たちは屈服せずに2月12日午前に50人余りの朝鮮人学生たちが青年会館（청년회관）で独立運動を協議して検挙された。さらに、大阪市でも、同様の動きがあった。
事件の裁判においては、花井卓蔵や布施辰治らが留学生たちの弁護に当たった。検察は当初、内乱罪の適用を求めたが、判決は出版法違反にとどまった。内乱罪が適用されなかった理由について尹致暎は、日本が静かにこの事件を無視しようとしたためであったと述べている。
こうして、2月のひと月を通して朝鮮人学生たちの独立運動が起きた。このことは、上海に出た李光洙によって朝鮮や海外に報道された。朝鮮では、天道教の幹部であった崔麟や、(さいりん)、キリスト教指導者の李昇薫らに、影響を与え、翌月、3月1日に京城府でおこなわれた三・一独立宣言の導火線となったとされる。署名者のひとりで、予め朝鮮に送り出されていた宋継白は、この間に、崔麟や玄相允、崔南善に面会して独立宣言の内容などを伝えていた。